# Jay Litherland
Jay Litherland (Osaka, 24 agosto 1995) è un nuotatore statunitense. Ha rappresentato la sua nazione ai Giochi olimpici di Rio de Janerio e ai Giochi olimpici di Tokyo. 

## Biografia
Litherland è nato a Osaka, in Giappone, insieme ai suoi fratelli gemelli Mick e Kevin. Suo padre, Andrew Litherland, è uno chef neozelandese e sua madre, Chizuko, è giapponese. La famiglia si è poi stabilita a Johns Creek, in Georgia. Litherland ha ricevuto la cittadinanza statunitense al liceo. In quanto triplo cittadino di Giappone, Nuova Zelanda e Stati Uniti, ha avuto la possibilità di competere per uno qualsiasi di questi tre paesi alle Olimpiadi. 
Alle Universiadi del 2015 ha vinto la medaglia d'oro nei 400m misti con il tempo di 4'12"43. 
Durante i trials olimpici del 2015, Litherland si è qualificato per la sua prima esperienza olimpica giungendo secondo nella finale dei 400m misti con il tempo di 4'11"02. 
Ai Giochi della XXXI Olimpiade del 2016 ha partecipato alla finale dei 400m misti chiudendo quinto con il tempo di 4'11"68. 
Ai Campionati mondiali del 2017, Litherland si è piazzato quinto nei 400m misti con il tempo di 4:12.05. Ha anche nuotato nelle batterie della staffetta 4x200m stile libero e ha guadagnato la sua prima medaglia ai Campionati del Mondo, un bronzo, quando la squadra statunitense si è classificata al terzo posto in finale. 
L'unico evento disputato da Litherland durante i Campionati mondiali 2019 di Gwangju erano i 400m misti, in programma nella giornata conclusiva di gare. Nella finale è riuscito a conquistare il secondo posto con il tempo di 4'09"22, aggiudicandosi la sua prima medaglia internazionale individuale della carriera. 
Dal 2019 è ingaggiato dalla squadra statunitense dei DC Trident per l'International Swimming League. 
Ai trials olimpici del 2021, riesce ad ottenere la qualificazione per la sua seconda olimpiade, chiudendo secondo nei 400m misti. 
Durante la prima sessione di finali dei Giochi della XXXII Olimpiade chiude secondo, vincendo la medaglia d'argento con il tempo di 4'10"28. 

## Palmarès
- Giochi olimpici

Tokyo 2020: argento nei 400m misti.
- Mondiali

Budapest 2017: bronzo nella 4x200m sl.
Gwangju 2019: argento nei 400m misti.
- Giochi panamericani

Santiago del Cile 2023: oro nei 400m misti.
- Universiade

Gwangju 2015: oro nei 400m misti.
- Mondiali giovanili

Dubai 2013: bronzo nella 4x200m sl.

## International Swimming League
| Stagione 2019 | Stagione 2020 | Stagione 2021 |
| ------------- | ------------- | ------------- |
| DC Trident    | DC Trident    | DC Trident    |